# Ichneumon lateralis
Ichneumon lateralis är en stekelart som beskrevs av Joseph Kriechbaumer 1887. Ichneumon lateralis ingår i släktet Ichneumon och familjen brokparasitsteklar. Inga underarter finns listade i Catalogue of Life.